# S-tog (2. generation)
2. generations S-tog, med den tekniske betegnelse MM-FU-MU-FS, var den anden generation materiel som DSB brugte på den københavnske S-bane. Togsættene var i drift fra 15. marts 1967 til 3. februar 2007. 

## Historie
Togsættene blev bygget af Frichs i Aarhus og Scandia i Randers og leveret mellem 1967 og 1978. Frichs byggede, som den sidste opgave for DSB, motorvognene, mens Scandia byggede vognene uden motor. Frichs byggede dog bogierne til alle vognene på en licens fra tyske Wegmann & Co, og Scandia leverede indretningen i samtlige vogne.

Da togene blev sat i drift, blev de hurtigt populære pga. deres komfort og den friske røde farve, som hidtil var forbeholdt lyntogene. Togene fik blandt jernbaneentusiaster øgenavnet madkasserne da de nye 4. generations S-tog blev introduceret.[kilde mangler]

### Asbestsagen
Tekst mangler, hjælp os med at skrive teksten

### Udrangering og bevaring
Lørdag den 3. februar 2007 kørte 2. generations S-togene for sidste gang som arrangeret tur. Ifølge diverse jernbanefora var deres sidste ordinære driftsdato søndag den 7. januar 2007. I et samarbejde mellem DSB S-tog og Dansk Jernbane-Klub (DJK) blev der arrangeret udstillinger om 2. generations S-togene på Høje Taastrup og Holte. De to firevognstogsæt der var i drift på dagen blev efter driften overdraget til hhv. Danmarks Jernbanemuseum og DJK. Der var tidligere bevaret et af hver af de to typer 2-vognstogsæt til brug som veterantog, men efter asbestsagen blev de i maj 2007 sendt til ophugning, og de to førnævnte, asbestfrie togsæt blev udvalgt. Asbestsagen var dog ikke en af grundene til, at togene blev taget ud af drift. Danmarks Jernbanemuseum overtog desuden et andet tovognssæt som heller ikke indeholdt asbest. Det forventes at de klargjorte veterantog en dag igen atter vil betræde S-banen ved særlige lejligheder, såsom jubilæer og lignende. 
Der er i skrivende stund anno 2022, ikke blevet kørt en eneste tur med 2. generations S-togene. så om der nogensinde bliver vetaran tog med  2. generations S-tog, da s-banen nu er fuld udstyret med CTBC og dette har  2. generations S-togene ikke.

## Togsættene
Der var to hovedtyper af togsættene: 2-vognstogsættene og 4-vognssættene.

2-vognssættene bestod af en motorvogn med førerrum, Litra MM, og en styrevogn, Litra FS. 4-vognstogsættene bestod af en motorvogn med førerrum, Litra MM, en mellemvogn uden motor, Litra FU, en mellemvogn med motor, Litra MU, og en styrevogn uden motor, Litra FS. 4-vognstogsættene var de sidste der blev sat i drift, det skete ved at der som de sidste vogne blev leveret 2-vognssæt kun med mellemvogne, som så blev indsat i eksisterende 2-vognssæt. Begge typer havde kun pladser på 2. klasse.

### Litra MM-AS
Sammen med de første 2-vognssæt leveredes også syv lidt anderledes sæt, Litra MM-AS. Motorvognen var identisk med den i de andre togsæt, men styrevognen, Litra AS, var indrettet på første klasse. Den indeholdt færre pladser for øget komfort, og havde således ikke brug for lige så mange dørpartier som de andre vogne; to mod de normale tre. Disse togsæt blev fra 1968 anvendt i de tog, der kørte til Hillerød, indtil man i 1972 omlitrerede styrevognen fra til Litra FS, fjernede 1. klasse-markeringen, og gjorde alle pladser blev til 2. klasse. Indretningen forblev dog den samme, ligesom styrevognen beholdt sine kun to dørpartier som de eneste af vognene fra 2. generation.